# Alyce Anderson
Alyce Anderson (Míchigan; 23 de febrero de 1999) es una actriz pornográfica y modelo erótica estadounidense.

## Biografía
Alyce Anderson, nombre artístico, nació en el estado de Míchigan en febrero de 1999. Se mudó junto a su familia a California durante la adolescencia, yendo aquí a la escuela secundaria y posteriormente a la Universidad en Palmdale, donde comenzó estudios de Microbiología.
En el transcurso de sus estudios universitarios comenzó a trabajar como camgirl, hasta que entró en contacto con diversas personas de la industria, que la animaron a probar suerte en la misma y realizar sus primeros cástines. Debutó como actriz en septiembre de 2017, a los 18 años de edad, grabando su primera escena con Eric John para la web TeamSkeet.
Sus dos primeras escenas de sexo lésbico fueron con las actrices Chloe Cherry, para TrenchcoatX, y Arya Fae, para Girlsway.
Como actriz ha trabajado para estudios como Brazzers, Jules Jordan Video, Girlsway, Mofos, Adam & Eve, Lethal Hardcore, Naughty America, Digital Sin, Web Young, Innocent High, Family Hookups o Kelly Madison Productions, entre otros.
Su nombre artístico procede del personaje principal del libro Las aventuras de Alicia en el país de las maravillas.
Ha rodado más de 50 películas.
Algunas películas suyas son Babysitting the Brat, Bare, Creampie Cuckolds 2, Girl Number 9, I'm Young, Dumb And Thirsty For Cum 8, My Little Schoolgirl 5, My Stepdaughter Is A Nympho, Take the Condom Off 2, o Young And Curious 5.